# Gladiador

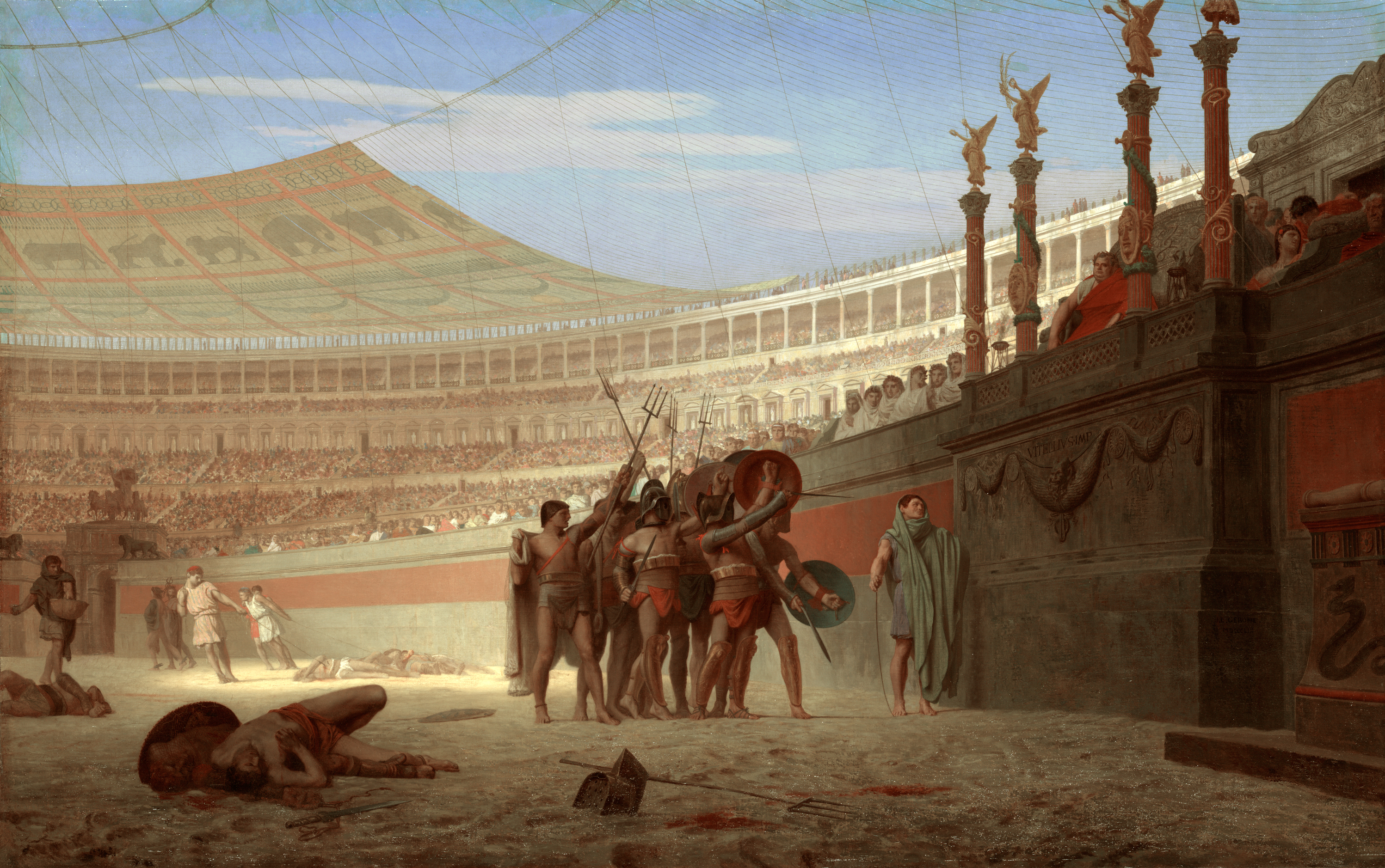
Jean-Léon Gérôme - Ave Caesar, morituri te salutant (1859)

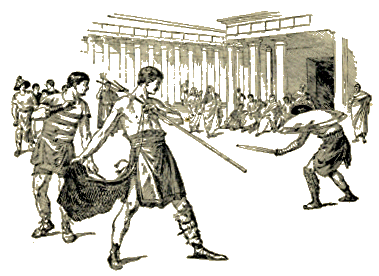
Gladiadores romanos

Gladiador,  do latim gladiātor, de gladius (modelo de espada utilizada pelos romanos), era uma pessoa que, na Roma Antiga, lutava com outra pessoa ou animal, às vezes, até a morte, para o entretenimento do público romano.

## Surgimento dos jogos de gladiadores
A origem dos combates entre gladiadores é provavelmente Etrusca, inicialmente realizados para homenagear alguns homens nos seus atos fúnebres, recebendo o nome de múnus, restrito a membros da elite romana, o primeiro relato data de 264 a.C., em Roma. Com o tempo as apresentações passaram para o grande público nos anfiteatros, sendo os primeiros construídos de madeira, como o de Pompéia, em 70 a.C., após foram construídas diversos outros pelo império, incluindo o maior dentre eles, o anfiteatro Flávio (Coliseu Romano), construído em 80 d.C., que poderia comportar entre cinquenta mil e oitenta espectadores de todas as camadas da sociedade romana.

## Os múnus
A palavra múnus tem sua origem no latim múnus, que significava um papel, uma função de um cidadão perante a sociedade, como por exemplo, um cargo público. Na Roma antiga, essas obrigações  
“incluíam a distribuição de alimentos, provisões para o exército, manutenção de estradas, muralhas e aqueduto, construção de edifícios públicos, hospedagem de soldados e altos funcionários do Império.” (GARRAFFONI, 2005).  
Mas se atentando ao caso dos combates de gladiadores, o termo múnus fúnebre indicava um tributo a alguém que faleceu, portanto a palavra passa a ter um caráter privado, e não mais público. 
A partir do século I, o papel dos múnus começa a mudar, e se percebe que os espetáculos faziam parte importante da vida das pessoas, seja da elite, ou na população em geral. Os gladiadores estavam presentes em diversos contextos da sociedade, seja no âmbito religioso, político, econômico, militar e até mesmo no cotidiano romano.
Assim como os combates de gladiadores mais conhecidos, estes de caráter fúnebre também eram até a morte, e, segundo as numerosas esculturas encontradas na cidade de Porcuna, podia haver funerais, como o de Viriato, com duzentos pares de lutadores combatendo até a morte em honra ao falecido.
A arqueologia confirmou esses rituais funerários. Essa tese institui que vários séculos antes da chegada dos romanos à península Ibérica em 218 a.C., já se celebravam como parte dos rituais funerários, combates sangrentos equivalentes aos gladiadores de Cápua e Roma.

## Declínio dos jogos
Muitos estudiosos do século XIX que eram contrários aos jogos de gladiadores, tentaram encontrar na própria época dos jogos, alguma oposição a eles. Alguns estudiosos tacharam a filosofia dos estoicos gregos de que o “homem é sagrado ao homem” e também a Cristandade foram os responsáveis pelo declínio e posteriormente pelo desaparecimento dos jogos. Com estudos posteriores pôde se entender que não necessariamente por ter de argumentos contra os jogos de gladiadores que os filósofos gregos, católicos romanos ou até mesmo pagãos, eram a favor de sua abolição. 
Quando o imperador proibiu os jogos de gladiadores em 399, como relatou Honório, foi especificamente por razões políticas. Portanto, o declínio dos jogos não ocorreu somente pela sua hostilidade considerada pelos cristãos ou filósofos. O que ocorreu foi a soma dessas problemáticas. Quanto as razões políticas, estavam ligadas a acidentes que ocorreram em alguns edifícios. Havia um perigo eminente para a audiência, e foi preciso ser implantado um regulamento para que não ocorressem mais tais fatalidades. Outro fator é relacionado ao receio do imperador da popularidade que os gladiadores acabavam ganhando com os jogos. O que seria uma ameaça ao seu poder.  Além dessa medida para prevenir rivais políticos, havia um receio por grandes concentrações de homens, que treinados para lutar, poderiam demonstrar grande ameaça se houvesse uma possível rebelião. Por exemplo, em 65 a.C. o Senado introduziu restrições quanto ao número de gladiadores que Júlio César queria fornecer.

Os anfiteatros só começaram a ser construídos em I, assim como outros diversos edifícios públicos, dois séculos depois do primeiro combate de gladiadores romanos. Uma das explicações para esse fenômeno é a Romanização: 
“A construção de teatros, anfiteatros, fora, pontes, aquedutos, entre outras estruturas arquitetônicas [...] a repetição destas estruturas por distintas áreas da Hispânia indica que a urbanização a partir de Augusto era parte do processo de Romanização, de imposição dos valores romanos sobre as populações indígenas.” (MIERSE, 2000 p. 16 apud GARRAFFONI, 2005, p. 105-106).

## Cotidiano
A historiografia está marcada por tratar os gladiadores entre uma visão de heroísmo e de infâmia. Algumas profissões eram tachadas de infames, assim como os gladiadores, também os atores, prostitutas, donos de bordeis, etc. E essa situação gerou restrições jurídicas e políticas. Apesar de que todos os que lutassem em arenas fossem vistos com maus olhos, isto não fez com que eles quisessem recuperar sua reputação.
Durante o século I as arenas começaram a se diversificar, e não estavam mais marcadas por lutas entre prisioneiros e escravos. A profissão de gladiador agora estava se profissionalizando. E apesar dessa visão de infames, havia uma vontade em ser um gladiador. Existem até mesmo registros de nomes de gladiadores, indicando assim, uma carreira e um certo triunfo.
A visão de gladiadores somente em arenas é inevitável, porém é importante ressaltar que essa atividade dos jogos eram a menor parte de seu cotidiano. Eles praticavam outras atividades, como o treinamento, gastronomia, tinham amigos, família, etc. Portanto, também tinham suas preocupações cotidianas.

## Armamentos utilizados
Alguns dos armamentos utilizados pelos gladiadores: elmos, coroas, proteção de ombros, braços e pernas, escudos, etc.. Essas armaduras variam muito quanto às cores e inscrições nelas feitas. Dependiam também do local e tipo de espetáculo que iriam ser utilizadas.
“A representação de deuses em elmos, escudos e proteções de braços ou pernas expressam o imaginário religioso ainda presente nas lutas e, muito provavelmente, no cotidiano dos gladiadores. Já os símbolos de vitória (coroa, palmas) ou de boa fortuna permitem que pensemos sobre as crenças que se construíam dentro das arenas, bem como sobre a relação entre vida e morte vivenciada por estes homens e resignificada por aqueles que assistiam ao combate”. (GARRAFFONI, 2005, p. 160)

## Dieta
Estudos recentes dos ossos no cemitério de Éfeso (cemitério de gladiadores, localizado, hoje, no território da Turquia Ocidental) nos revela como o gladiador se mantinha vivo: uma dieta vegetariana, contudo não relacionava com a pobreza ou com os direitos dos animais, rica em carboidratos, como a cevada e o feijão, de modo que Grossschimid explica: “Gladiadores precisavam de gordura subcutânea”, pois a capa de gordura protege de cortes, os nervos e vasos sanguíneos em combate. E com complemento de cálcio ocasional, visto que a dieta poderia deixar os gladiadores com déficit de cálcio, para repor ingeriam bebidas fermentadas de madeira queimada ou cinzas de ossos, Grosschimidt observa que os níveis de cálcio nos ossos dos gladiadores eram “exorbitantes” comparados com população em geral, “muitos atletas hoje precisam de suplementos de cálcio”, e “Eles também sabiam que precisavam”.

## Tipos de gladiador
Durante os tempos da república, a maioria dos gladiadores usavam armaduras semelhantes às do exército, ou seja, Lorica Hamata (malha) ou Lorica Squamata (escamas), e não havia grande variedade de combatentes. Porém, após as reformas feitas pelo imperador Augustus, os gladiadores foram divididos em várias categorias, baseados em seu estilo de luta e sua armadura.
Não existe iconografia clara que confirme todos os tipos de gladiador que são citados em fontes literárias e em inscrições, portanto é difícil dar descrições exatas. As principais categorias encontradas foram:

### Samnitas
O mais antigo tipo de gladiador, foi chamado assim pois utilizava equipamentos deixados pelos guerreiros Samnitas (inimigos de Roma nos primórdios da república). Usavam um escudo retangular, um espada curta (gladius) e um elmo decorado com penas. Eventualmente caíram em desuso no governo de Augustus, pois ofenderiam os cidadão samnitas, agora aliados de Roma.

### Trácios
Guerreiros vindos da província Trácia, utilizavam um escudo quadrado, uma proteção no braço direito e geralmente empunhava uma espada curva ou angulada (sica). Seu elmo era peculiar: possuía uma crina inclinada para frente, e na ponta era esculpido uma cabeça de grifo e penas.

### Hoplomachus
Estilo difícil de identificar, pelo fato de ser parecido com o gladiador Trácio. Usava proteções nas pernas e um impressionante elmo ornado, mas distinguia-se do Trácio por usar uma espada reta e um pequeno escudo redondo.

### Retiarius
Um dos gladiadores mais reconhecíveis, utilizava um tridente e uma rede. Utilizava a rede para imobilizar o oponente, para então atacar com o tridente. Se perdesse a rede, poderia utilizar o tridente para desferir golpes segurando a arma com as duas mãos. Outra característica marcante era o uso do galerus, uma placa de bronze usada no ombro esquerdo.

### Secutor
Como costumava lutar contra o Retiarius, o Secutor também era chamado de Contraretiarius. Utilizava uma espada reta e um elmo pequeno e redondo, sem adornos, para evitar que ficasse preso na rede do Retiarius, e combatia o oponente de perto, uma tática útil contra um inimigo que usava rede e tridente.

### Murmillo
O Murmillo possui este nome devido ao peixe (murma) esculpido em seu elmo, que é facilmente reconhecido pelas aberturas na frente e pela crina reta na parte superior. Ele lutava principalmente contra Trácios e Hoplomachos, e como outros gladiadores, lutava com o peito exposto. Empunhava uma gladius, e usava um grande e pesado escudo retangular.

### Provocator
Não há muita informação sobre o Provocator, além de que usava uma proteção até metade da perna, um elmo com visor e sem crina e usava um escudo retangular. Provocatores costumavam lutar contra outros gladiadores da mesma categoria.

### Eques
Os Eques eram gladiadores peculiares pelo fato de lutarem montados em cavalos. Utilizavam espada curta ou lança, junto a um escudo redondo pequeno, com uma túnica de vestimenta. Lutavam contra outros Eques, simulando batalhas de cavalaria. 

## Combates de caráter fúnebres
Assim como os combates de gladiadores mais conhecidos, estes de caráter fúnebre também eram até a morte, e, segundo as numerosas esculturas encontradas na cidade de Porcuna, podia haver funerais, como o de Viriato, com duzentos pares de lutadores combatendo até a morte em honra ao falecido. A arqueologia confirmou esses rituais funerários. Essa tese institui que vários séculos antes da chegada dos romanos à península Ibérica em 218 a.C., já se celebravam como parte dos rituais funerários, combates sangrentos equivalentes aos gladiadores de Cápua e Roma.

## Organização dos jogos de gladiadores
Apesar dos poucos conhecimentos sobre a organização desses shows, sabemos que foram regulados por uma série de medidas legislativas: leis republicanas, constituições imperiais e senatusconsulta.
Preço de entrada: escritos mostram que muneradores ofereceram ao povo dias de apresentações gratuitas sugerindo que as pessoas pagassem geralmente uma taxa de entrada:
| “                                                              | \| Ἔν τε τοῖς ἑαυτοῦ γενεθλίοις προῖκα τῷ δήμῳ τὴν θέαν ἀπένειμε. \| "Ele deu ao povo no dia do aniversário de seu nascimento, jogos livres." \| ” \| \| \| — LXIX, 8. \| \|. |   |
| Ἔν τε τοῖς ἑαυτοῦ γενεθλίοις προῖκα τῷ δήμῳ τὴν θέαν ἀπένειμε. | "Ele deu ao povo no dia do aniversário de seu nascimento, jogos livres." | ” |
|                                                                | — LXIX, 8. |   |

Datas: As temporada de combate entre gladiadores, era mais ou menos a partir de de março a Junho e foram retomadas em outubro e novembro, talvez para evitar o frio e chuva no inverno, como também  evitar o intenso calor de Julho.
Duração de shows: Os jogos eram distribuídos por três a seis dias, consecutivos ou não. Alguns anfiteatro atraiam muitos espectadores de cidades vizinhas que não podiam voltar para casa todas as noites, forçando a ficar parado no local e, portanto, para consumindo o movimentando o comércio local. A hora do show nunca é especificado, o que sugere que todos sabiam e que era sempre o mesmo.

### Anúncios das lutas
Nos últimos anos, novas fontes de cartazes pintados,  trouxeram informações sobre a forma como o público foi convidado para esses shows.
Os anúncios pintados com letras vermelhas ou pretas por profissionais que muitas vezes assinava seu trabalho,  traziam informações gerais do show: o nome do organizador, o local e a data, o programa de jogo. algumas vezes à direita do texto principal, anexavam cumprimentos como, (salutem, a Vale) ou elogios (felicite) com intenção de anunciar ou destacar o nome dos gladiadores, entretanto a disposição do texto, tamanho da fonte, informações sobre o pedido e a omissão de alguns deles são provas de que eles tinham pouco papel informativo, mas sim contribuir para melhorar a imagem do político local, o munerador, que organiza os jogos.
Também tinham os grafites, pequenas inscrições escritas por qualquer pessoa, que ao escrever pequenos textos nas paredes externas ou internas dos edifícios. forçava o leitor aproximar da parede tanto para ler, como para modificá-lo, causando diferentes formas de interação.

## A polêmica do dedo para baixo

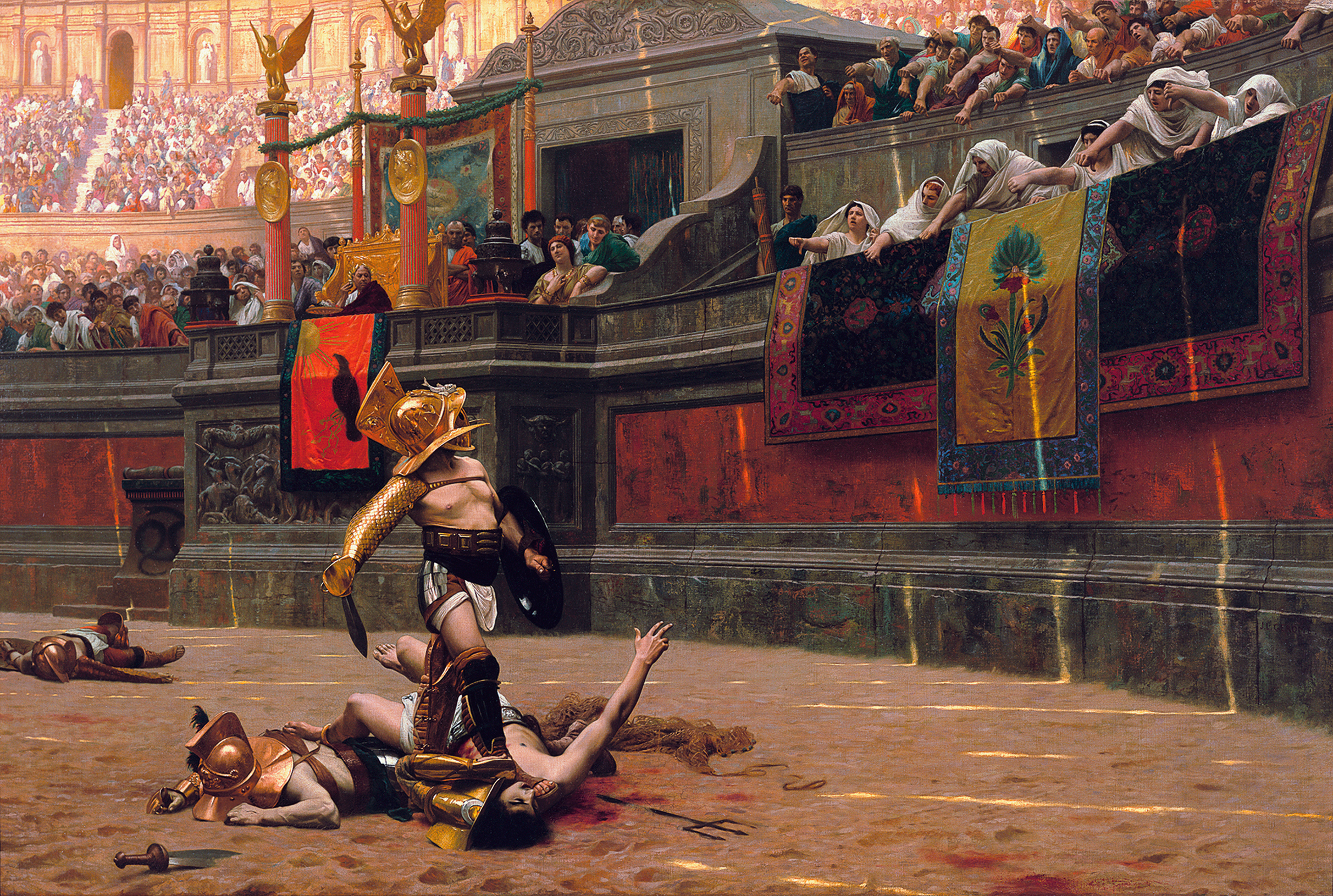
Destino de um gladiador derrotado decidido pelo público.

Pollice verso ou Verso Pollice é uma expressão latina, que significa "polegar para baixo" conceituando o gesto feito com a mão utilizado na Roma antiga para sentenciar um gladiador derrotado durante combates entre gladiadores. As fontes do gesto são escassas e contraditórias, as Sátiras de Juvenal «uerso pollice uulgus cum iubet» abre espaço para a realidade, mas não há evidência textual clara para a posição do polegar, e o latim não admite uma compreensão precisa.
O quadro Pollice verso (1872) de Jean-Léon Gérôme, exposto no Museu de Arte de Phoenix, descreve um gladiador romano que espera sentença do imperador enquanto ele estende o "polegar para baixo" dando a compreensão que o gesto indicava morte.
Corbeill viajou ao sul da França em 1997, para estudar o medalhão de Cavillargues, que está no Museu de arqueologia, em Nimes, do século III ou II a.C., nele está a inscrição STANTES MISSI, "liberado em pé", compreendendo a libertação da arena para os dois combatentes, que são identificados por cartazes no fundo como Xantus, vencedor em quinze concursos e Eros, vencedor em dezesseis. Tornando o medalhão fonte para a afirmação de Corbeill na qual o polegar pressionado contra o dedo indicador de um punho fechado significava o desejo de uma multidão para poupar a vida de um gladiador.
Antes que Ridley Scott concordasse em dirigir, o filme Gladiador, executivos de Hollywood mostraram a pintura Pollice verso de Jean-Léon Gérôme.  Ridley Scott foi eventualmente contado sobre a falácia dos "polegares para baixo", mas sentiu-se obrigado a ter Cômodo fazendo o sinal "polegares para cima" quando poupando Maximus, a fim de "não confundir o público.

## Gladiadores no cinema
Os gladiadores-heróis personificados nos cinemas não correspondem perfeitamente a figura histórica do gladiador. contudo é interessante observar que, em alguns momentos, essas produções utilizam-se de dados encontrado nos autores antigos. os recursos cinematográficos hoje disponíveis podem ser eficazes não apenas paras os conflitos dos grandes personagens mas também aspeto do cotidiano do homem comum, recriando para o espectador atual um quadro bastante sugestivo e atraente, realizado com uma minuciosa riqueza de detalhes.
Não existe uma preocupação, por partes de diretores e roteiristas, em recorrer diretamente a fontes históricas. Para os cineastas a pesquisa histórica consiste principalmente em extrair algum sentido de romances e não reunir evidências textuais antigas. A opção de produzir filmes históricos a partir de romances comporta uma transposição da estrutura narrativa do tipo épico, deste modo realiza-se uma reconstrução do passado absolutamente aulica, um dos grandes exemplos recentes e o filme Gladiador, de Ridley Scott.
As peculiaridades dos jogos dos gladiadores coadunam-se perfeitamente aos estereótipos enfatizado na maioria dos filmes. No cinema verifica-se que os diretores e roteiristas de filmes históricos propõem realizar uma dupla representação, uma implícita no texto de partida, recebendo o ponto de vista pretensamente histórico sobre o passado, outra derivada de uma especificidade derivadamente cinematográfica e criar ao espectador a ilusão de poder explorar um mundo e um tempo tão distante que, no cinema, transformaram-se em uma realidade próxima e familiar.

## A mulher gladiadora
Havia mulheres gladiadoras. ainda que raras, eram anunciadas como algo espetacular entre as atrações dos espetáculos. A presença de fontes escritas e arqueológicas são escassas, porém convincentes, como os decretos governamentais limitando ou impedindo a participação das mulheres na arena.
Em 11 a.C., um decreto do senado proibiu mulheres nascidas livres sob a idade de vinte anos de aparecer no palco ou na arena, assim como os homens nascidos livres sob a idade de vinte e cinco. (GARDINER apud MURRAY, 1986, p. 248). Assim, sugerindo que as mulheres realmente participaram dos jogos de gladiadores romanos, até que os legisladores demonstraram-se contra a prática.

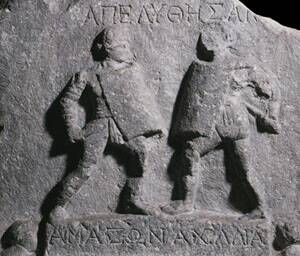

Outra evidência física é um relevo em mármore encontrado em Halicarnassus, atualmente exibido no Museu Britânico, que data do primeiro ou século II a.C. Descreve duas mulheres equipadas e vestidas de forma semelhante aos gladiadores masculinos, vestem uma (subligaculum), grevas, um protetor de braço (Manica), armadas com um escudo e uma espada, sem  usarem capacete ou uma camisa. Se enfrentam e tem seus nomes inscritos em grego abaixo delas, Amazônia e Aquília. pressupondo que estes não são os seus verdadeiros nomes, e sim nomes de guerra para as combatentes do sexo feminino. Considerando que mulheres participaram como gladiadoras, vestindo e lutando o mesmo que os homens, como também seguiam regras semelhantes  aos gladiadores do sexo masculino dentro e fora da arena, tendo desafiado as normas sociais aceitas na época. Tácito, que viveu em cerca de 117 a 56 a.C., relata mulheres de posição social que participaram de combate entre gladiadores, contudo, não por dinheiro, uma vez que já eram membros da classe rica.